# Ångbläster
Se bläster och blästring för andra betydelser.
En ångbläster (av ånga och bläster, av engelska steam blast),[källa behövs] även blästerrör och blåsrör, är en anordning i ånglok och andra ångmaskiner vars huvudsaklig uppgift är att blåsa ut den använda vattenångan från cylindrarna i skorstenen. Denna konstruktion är ett slags injektor, som ökar luftdraget genom eldstaden och leder till häftigare förbränning. Tidigare (stationära) ångmaskiner strävade efter att kondensera ångan till vatten och leda den åter till pannan, men kondensorer har inte varit vanligt förekommande på lokomotiv.
Det har hävdats att ångblästern uppfanns av såväl Timothy Hackworth som George Stephenson. Hackworth konstruerade 1827 en sådan för sitt lokomotiv Sans Pareil. George Stephenson använde en ångbläster till sitt lokomotiv Rocket, som tävlade i Rainhilltävlingen i oktober 1829, men kan ha plagierat Hackworths konstruktion. Emellertid hävdade Goldsworthy Gurney att han själv gjort uppfinningen 1822, först för en förbränningsugn och senare för en landsvägsångvagn, och att Hackworth lånat idén därifrån. Gurneys ångvagn lär i juli 1829 ha kört landsvägen 84 miles från Bath till London på 9 timmar och 20 minuter inklusive raster, med en medelhastighet av 14 miles per timme exklusive raster.
Ordet "ångbläster" finns i svenska språket sedan 1881.